# Thomas Sinkjær
Thomas Sinkjær R (født 9. marts 1958) er en dansk civilingeniør, ph.d., dr. med. og professor ved Institut for Medicin og Sundhedsteknologi ved Aalborg Universitet. Han er med i forskningsgrupperne Center for Sanse-Motorisk Interaktion (SMI) og Neural Engineering and Neurophysiology.

## Uddannelse
Thomas Sinkjær er uddannet civilingeniør i elektronik og medicoteknik ved Aalborg Universitet (1983), hvor han også tog en ph.d.-grad (1988). Han har en doktorgrad i medicin fra Københavns Universitet (1998).

## Karriere
Thomas Sinkjær har været professor ved Aalborg Universitet siden 1993. Fra 1993 til 2006 var han leder af Center for Sansemotorisk Interaktion. Fra 2007-2015 har han været direktør af Danmarks Grundforskningsfond. Han har været forskningsdirektør i Villum Fonden fra 2015-2017. Fra 2018-2021 var han vicepræsident og efterfølgende leder af fondens talentprogrammer ved Lundbeckfonden. Siden 2020 har han været medlem af Det Kongelige Danske Videnskabernes Selskabs præsidium, hvor han i 2021 blev valgt til generalsekretær. Siden 2021 har han også været bestyrelsesmedlem ved Elsass Fonden og bestyrelsesformand i Bevicafonden. Fra 2017 og foreløbigt frem til 2023 er han udpeget af uddannelses- og forskningsministeren til at være en del af Danmarks Forsknings- og Innovationspolitiske Råd. Han er yderligere bestyrelsesmedlem flere steder og leder af forskellige organisationer. Thomas Sinkjær er derudover medlem af Akademiet for de Tekniske Videnskaber.

## Hæder
- 1992: Dronningens Fortjenstmedalje i sølv
- 1993: The Danish Foundation for Physical Disability Anniversary Award
- 1996: Villum Kann Rasmussen årslegat [7]
- 1996: European personality in Aalborg
- 1997: Udnævnt som "Ambassadør for Aalborg"
- 1998: Dannins Award for scientific research
- 1999: Award for outstanding research, National Association of Polio and Accident Victims (PTU)
- 2001: Astra-Tech Award
- 2002: Medico-Award, Danish Medical Device Industry for outstanding research within biomedical engineering
- 2002: Ingeniørforeningen i Danmarks pris, Danmark
- 2004: The International Steven Hoogendijk Award in Medical Engineering [8]

- 2004: Vanførefondens forskerpris[9]
- 1993-2005: 8 “best paper” priser
- 2010: Mathilde and Jeppe Juhl's Memorial Scholarship
- 2015: Ridder af Dannebrog, Danmark [10]

## Publikationer
Thomas Sinkjær har udgivet over 200 publikationer og er citeret mange gange.